# Baetisca berneri
Baetisca berneri is een haft uit de familie Baetiscidae. De wetenschappelijke naam van de soort is voor het eerst geldig gepubliceerd in 1978 door Tarter & Kirchner.
De soort komt voor in het Nearctisch gebied.